# Zaragoza Foot-Ball Club
El Zaragoza Foot-Ball Club fou un antic club de futbol aragonès de la ciutat de Saragossa.
Fou fundat el 1921 per Ricardo Arribas, estudiant de medicina, que decidí adoptar el nom d'un antic club fundat el 1903, que també s'anomenava Zaragoza Foot-Ball Club i vestia camisa blanca amb pantaló negre. Tres anys més tard, el 1924 va absorbir el Club Deportivo Fuenclara, adoptant l'uniforme a ratlles blanques i vermelles. El 1925 es fusionà amb la Real Sociedad Atlética Stadium per crear el Real Zaragoza Club Deportivo.
Evolució de l'uniforme:
| 1921-1924 | 1924-1925 |  |